# Unterseeboot 1010
L'Unterseeboot 1010 ou U-1010 est un sous-marin allemand (U-Boot) de type VIIC/41 utilisé par la Kriegsmarine pendant la Seconde Guerre mondiale.
Le sous-marin est commandé le 23 mars 1942 à Hambourg (Blohm + Voss), sa quille posée le 23 février 1943, il est lancé le 5 janvier 1944 et mis en service le 22 février 1944, sous le commandement de l'Oberleutnant zur See Otto Bitter.
L'U-1010 n'endommage ni ne coule aucun navire au cours de l'unique patrouille (42 jours en mer) qu'il effectue.
Il capitulr à Loch Eriboll en mai 1945 et est coulé en janvier 1946.

## Conception
Unterseeboot type VII, l'U-1010 avait un déplacement de 769 tonnes en surface et 871 tonnes en plongée. Il avait une longueur hors-tout de 67,10 m, un maître-bau de 6,20 m, une hauteur de 9,60 m et un tirant d'eau de 4,74 m. Le sous-marin était propulsé par deux hélices de 1,23 m, deux moteurs diesel Germaniawerft M6V 40/46 de 6 cylindres en ligne de 1 400 cv à 470 tr/min, produisant un total de 2 060 à 2 350 kW en surface et de deux moteurs électriques Brown, Boveri & Cie GG UB 720/8 de 375 cv à 295 tr/min, produisant un total 550 kW, en plongée. Le sous-marin avait une vitesse en surface de 17,7 nœuds (32,8 km/h) et une vitesse de 7,6 nœuds (14,1 km/h) en plongée. Immergé, il avait un rayon d'action de 80 milles marins (150 km) à 4 nœuds (7,4 km/h; 4,6 milles par heure) et pouvait atteindre une profondeur de 230 m. En surface son rayon d'action était de 8 500 milles nautiques (soit 15 700 km) à 10 nœuds (19 km/h).
L'U-1010 était équipé de cinq tubes lance-torpilles de 53,3 cm (quatre montés à l'avant et un à l'arrière) et embarquait quatorze torpilles. Il était équipé d'un canon de 8,8 cm SK C/35 (220 coups), d'un canon antiaérien de 20 mm Flak et d'un canon 37 mm Flak M/42 qui tire à 15 350 mètres avec une cadence théorique de 50 coups par minute. Il pouvait transporter 26 mines TMA ou 39 mines TMB. Son équipage comprenait 4 officiers et 40 à 56 sous-mariniers.

## Historique
Il passe son temps d'entraînement à la 31. Unterseebootsflottille jusqu'au 1er avril 1945, puis il rejoint son unité de combat dans la 11. Unterseebootsflottille.
L'U-1010 est équipé d'un schnorchel début 1945.
Sa première patrouille est précédée d'un court trajet de Kiel à Kristiansand puis à Stavanger. Elle commence le 15 avril 1945 au départ de Stavanger pour les côtes britanniques. À la capitulation de l'Allemagne Nazie, l'U-1010 se trouve en mer. Le sous-marin allemand se rend aux forces alliées à Loch Eriboll en Écosse, le 14 mai 1945.
Il est ensuite transféré au point de rassemblement de Lisahally en vue de l'opération Deadlight, entreprise alliée de destruction massive de la flotte d'U-Boote de la Kriegsmarine. 
L'U-1010 est coulé le 7 janvier 1946 à la position 55° 37′ 09″ N, 7° 49′ 05″ O, par l'artillerie du destroyer polonais ORP Garland.

## Affectations
- 31. Unterseebootsflottille du 22 février 1944 au 1er avril 1945 (Période de formation).
- 11. Unterseebootsflottille du 1er avril 1945 au 8 mai 1945 (Unité combattante).

## Commandement
- Oberleutnant zur See Otto Bitter du 22 février 1944 au 16 juillet 1944.
- Kapitänleutnant Günter Strauch du 17 juillet 1944 au 14 mai 1945.

## Patrouilles
|       | Commandant            | Départ        | Départ       | Arrivée      | Arrivée          | Jours    | Succès |
| ----- | --------------------- | ------------- | ------------ | ------------ | ---------------- | -------- | ------ |
|       | Kptlt. Günter Strauch | 19 mars 1945  | Kiel         | 27 mars 1945 | Kristiansand     | 9 jours  |        |
|       | Kptlt. Günter Strauch | 31 mars 1945  | Kristiansand | 2 avril 1945 | Stavanger        | 3 jours  |        |
| 1     | Kptlt. Günter Strauch | 15 avril 1945 | Stavanger    | 14 mai 1945  | Loch Eriboll, UK | 30 jours |        |
| Total | Total                 | Total         | Total        | Total        | Total            | 42 jours | 0 t    |

Note : Kptlt. = Kapitänleutnant